# Thomas Buser
Thomas Buser (* 1980) ist ein Schweizer Bodybuilder.
Seine grössten Erfolge sind die Siege in der Kategorie Men Superbody to 35 am Wettbewerb WFF Universe 2011. In der Kategorie Men Fitness am Wettbewerb WFF Universe 2014. Und der Sieg in der Kategorie Men Fitness am Wettbewerb WFF World Championship 2014.

## Privat
Buser lebt in Sankt Petersburg, Russland. 

## Erfolge
- 2014 Sieg in der Kategorie Men Fitness an der WFF World Championship 2014 an der Gold Coast, Australien
- 2014 Sieg in der Kategorie Men Fitness an der WFF Universe 2014 in Seoul, Südkorea
- 2011 Sieg in der Kategorie Men Superbody to 35 an der WFF Universe 2011 in Baden bei Wien, Österreich
- 2011 2. Platz in der Kategorie Classic Bodybuilding an der WABBA Universe 2011 in Alzey, Deutschland
- 2011 WABBA Schweizermeister in der Kategorie Classic Bodybuilding
- 2011 Sieg in der Kategorie Men Bodybuilding to 75 kg an der Internationalen Stella Trophy Schweiz
- 2009 3. Platz in der Kategorie Classic Bodybuilding an der WABBA Europameisterschaft in Brüssel, Belgien
- 2007 IFBB Schweizermeister in der Kategorie Classic Bodybuilding[3]